# Pont-de-Salars
Pont-de-Salars (okcitansko Lo Pònt) je naselje in občina v južnem francoskem departmaju Aveyron regije Jug-Pireneji. Leta 2006 je naselje imelo 1.542 prebivalcev.

## Geografija
Kraj leži v pokrajini Rouergue ob reki Viaur, 23 km jugovzhodno od središča departmaja Rodeza.

## Uprava
Pont-de-Salars je sedež istoimenskega kantona, v katerega so poleg njegove vključene še občine Agen-d'Aveyron, Arques, Canet-de-Salars, Flavin, Prades-Salars, Trémouilles in Le Vibal s 6.560 prebivalci.
Kanton Pont-de-Salars je sestavni del okrožja Rodez.

## Zanimivosti
- akumulacijsko jezero Lac du Pont-de-Salars na reki Viaur, (površina 1,82 km², globina 34 m)